# Convenção Anglo-Otomana de 1913
Convenção Anglo-Otomana de 1913 (29 de julho de 1913) foi um acordo entre a Sublime Porta do Império Otomano e o governo do Reino Unido, que definiu os limites da jurisdição otomana na região do Golfo Pérsico em relação ao Cuaite, Catar, Barém e Xatalárabe. Assinado, mas nunca ratificado, o impacto duradouro do acordo seria a do estatuto do Kuwait; a base tanto para a independência formal como para as fronteiras do moderno Kuwait serem estabelecidas.[carece de fontes?]

## Não ratificação
A Convenção Anglo-Otomana foi apenas parte de um processo de negociação mais amplo e as complexidades dos concorrentes interesses comerciais europeus na região impediram sua ratificação. Rússia, França e Alemanha (e mais tarde Itália) também vinham pressionando o governo otomano por concessões ferroviárias. A ratificação seria ainda mais complicada pelo fato de que a maioria das mesmas potências estarem engajadas em negociações bilaterais com o Império Otomano, assim como os britânicos haviam feito com esta Convenção. Além disso, as tentativas de obter concessões petrolíferas a partir do governo otomano foram acrescentadas à complexidade dos acordos comerciais. Finalmente, os otomanos e os britânicos se tornariam inimigos dentro de meses depois da Convenção Anglo-Otomana de 1913, como a eclosão da Primeira Guerra Mundial diminuindo qualquer esperança por uma ratificação.